# وليام والدن
وليام والدن (بالإنجليزية: W. G. Snuffy Walden)‏ مواليد 13 فبراير 1950، هو ملحن أمريكي بدأ مسيرته الفنية عام 1973. قام بتحلين مسلسل الجناح الغربي والذي على إثره فاز بجائزة إيمي في سنة 2000.

## أعماله
- تحت القبة (مسلسل)
- روزويل (مسلسل)
- روزان (مسلسل)
- سيل تيم (مسلسل)

## وصلات خارجية
- وليام والدن على موقع IMDb (الإنجليزية)
- وليام والدن على موقع ميوزك برينز (الإنجليزية)
- وليام والدن على موقع ديسكوغز (الإنجليزية)
- وليام والدن على موقع قاعدة بيانات الفيلم (الإنجليزية)

- W.%20G.%20Snuffy%20Walden الموقع الرسمي